# Верхолужжя
Верхолу́жжя — річка в Україні у Черняхівському, Коростишівському та Радомишльському районах Житомирської області. Ліва притока Бистріївки (басейн Дніпра).

## Опис
Довжина річки 14 км, похил річки — 3,0 м/км. Ліва притока Руда. Площа басейну 103 км². У 18 ст. мала назву Осєчанка.

## Притоки
- Руда (права).

## Розташування
Починається на південному сході від села Видибор. Тече переважно на південний схід у межах сіл Свидя, Горбулів та Торчин. На околиці села Кайтанівка впадає в річку Бистріївку, ліву притоку Мики.